# Delije
Delije (Servisch: Делије) of Delije Sever (Servisch: Делије север) is de overkoepelende benaming voor verschillende groepen Rode Ster-supporters van sportverenigingen die uitkomen onder de naam Rode Ster Belgrado.
De Delije zijn bekend om hun zeer fanatieke aanhang die tijdens voetbalwedstrijden hun club met TIFO-acties en zang 90 minuten lang steunen. Aartsvijanden zijn supporters van Partizan, Dinamo Zagreb en Hajduk Split.